# Mesoleptus punctiger
Mesoleptus punctiger là một loài tò vò trong họ Ichneumonidae.